# Otokar Kruliš-Randa
Otokar Kruliš-Randa (28. dubna 1890, Praha – 14. února 1958, věznice Mírov) byl český průmyslník, vzděláním stavební inženýr. V roce 1953 byl komunistickým režimem odsouzen za velezradu, ve vězení zemřel.

## Život
Studoval na Reálném gymnáziu v Ječné ulici, poté pokračoval ve studiu stavebního inženýrství na ČVUT. Přerušil jej kvůli první světové válce, během níž sloužil v Tyrolsku a Mukačevu.
V roce 1927 se stal generálním ředitelem Báňské a hutní společnosti a od roku 1939 zastával post prezidenta Ústředního svazu průmyslníků v Čechách a na Moravě. Působil také na Vysoké škole báňské v Příbrami, kde mu byl roku 1931 udělen čestný doktorát technických věd. Věnoval se šachu, v letech 1940–1945 byl předsedou Ústřední jednoty československých šachistů.
V roce 1940 koupila Krulišova rodina velkostatek Defurovy Lažany. Žila tam za druhé světové války. Poté byl však Kruliš-Randa vzat do vazby a v roce 1946 obviněn ze spolupráce s nacisty. Mezi jiným bylo projednáváno, že protektorátní president Hácha navrhl v roce 1941 Heydrichovi Kruliše na funkci předsedy vlády. Ten jeho kandidaturu odmítl s tím, že se stýká s židovskými kruhy. V roce 1946 byl ještě zproštěn obžaloby.
V letech 1948 až 1949 byl však vězněn za napomáhání k opuštění republiky, do roku 1950 pak byl v pracovním táboře. V roce 1953 byl opět zatčen za velezradu a poté odsouzen k 11 letům vězení. Konce trestu se nedožil – 14. února 1958 zemřel v mírovské věznici.
Jméno O. Kruliše-Randy je uvedeno na jedné (umístěné vlevo) ze dvou šedých mramorových desek instalovaných v roce 2012 na Čestném pohřebišti politických vězňů na Motolském hřbitově. Na Vyšehradském hřbitově je jeho jméno uvedeno na rodinné hrobce.

V roce 1969 byl rehabilitován.

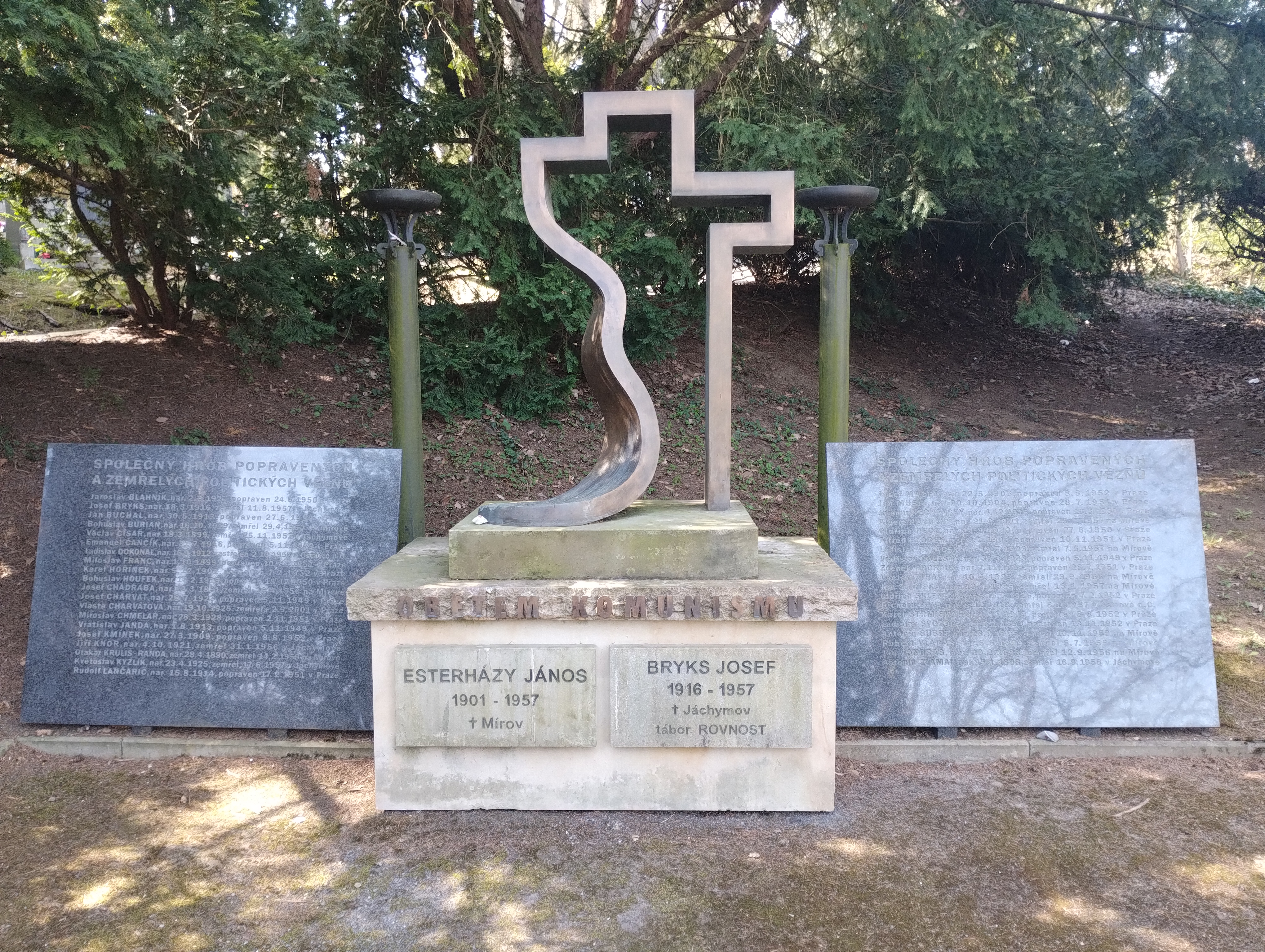
Památník na Čestném pohřebišti politických vězňů, Motolský hřbitov
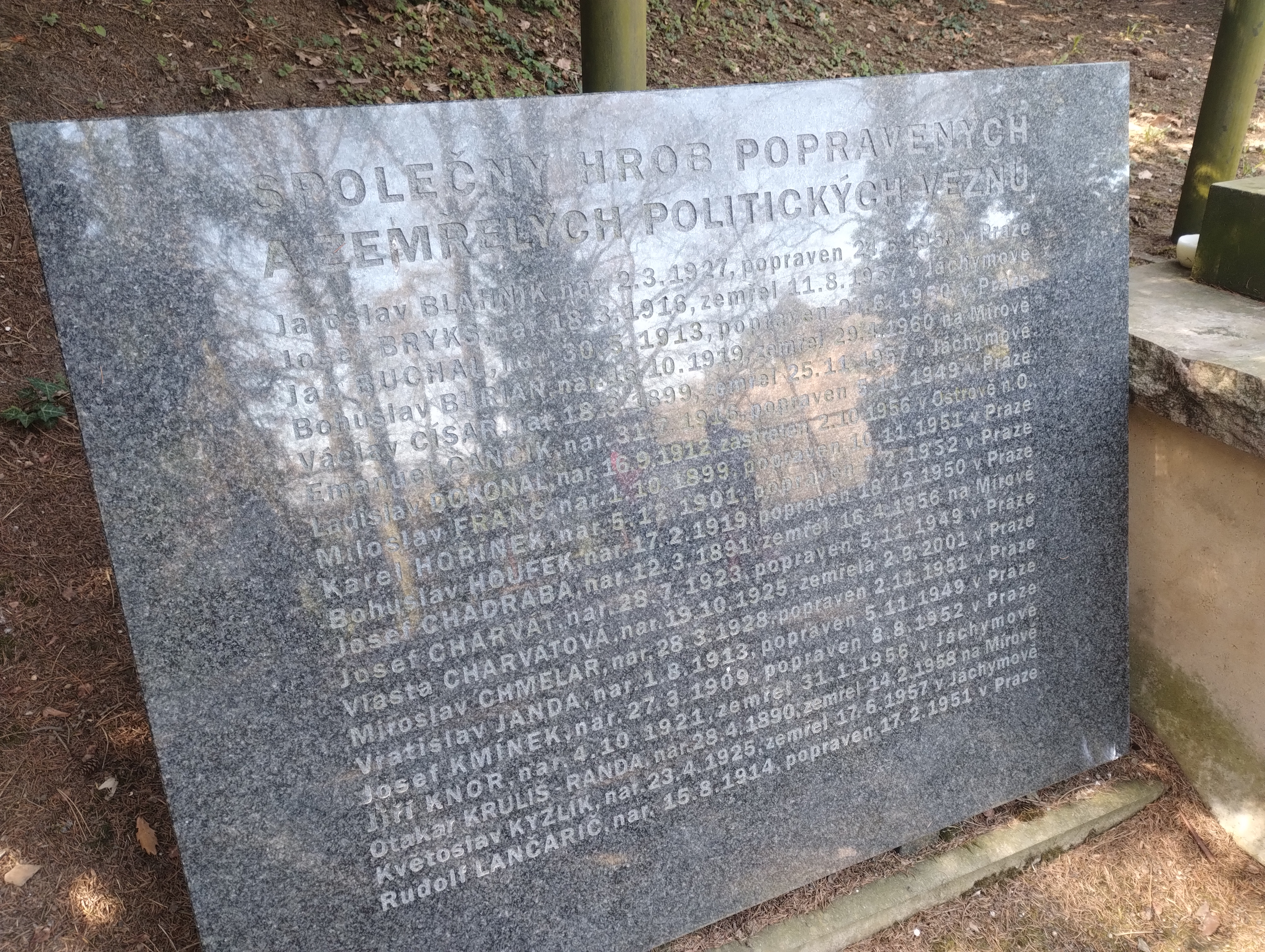
Památník na Čestném pohřebišti politických vězňů, deska vlevo se jménem O. Kruliše-Randy, Motolský hřbitov

### Krulišova sbírka
Kruliš-Randa byl sběratelem prvotisků a bohemikálních rukopisů. Jeho knihovna čítající přes 4600 svazků byla umístěna na zámku Defurovy Lažany. Po konfiskaci majektu byla sbírka rozdělena, většinu získala Státní studijní knihovna v Plzni. Sbírka převážně středověkých rukopisů je uchována v Knihovně Národního muzea.

## Rodina
Otokar Kruliš-Randa byl z matčiny strany vnukem právníka, rektora Univerzity Karlo-Ferdinandovy Antonína rytíře Randy (1834–1914) a z otcovy strany vnukem architekta Jana Kruliše (1829–1903).
V roce 1916 se oženil s Helenou Lusumovou, měli spolu tři dcery. Jeho vnukem je politik a advokát Jan Šula, někdejší předseda ČSNS.

## Krulišova vila

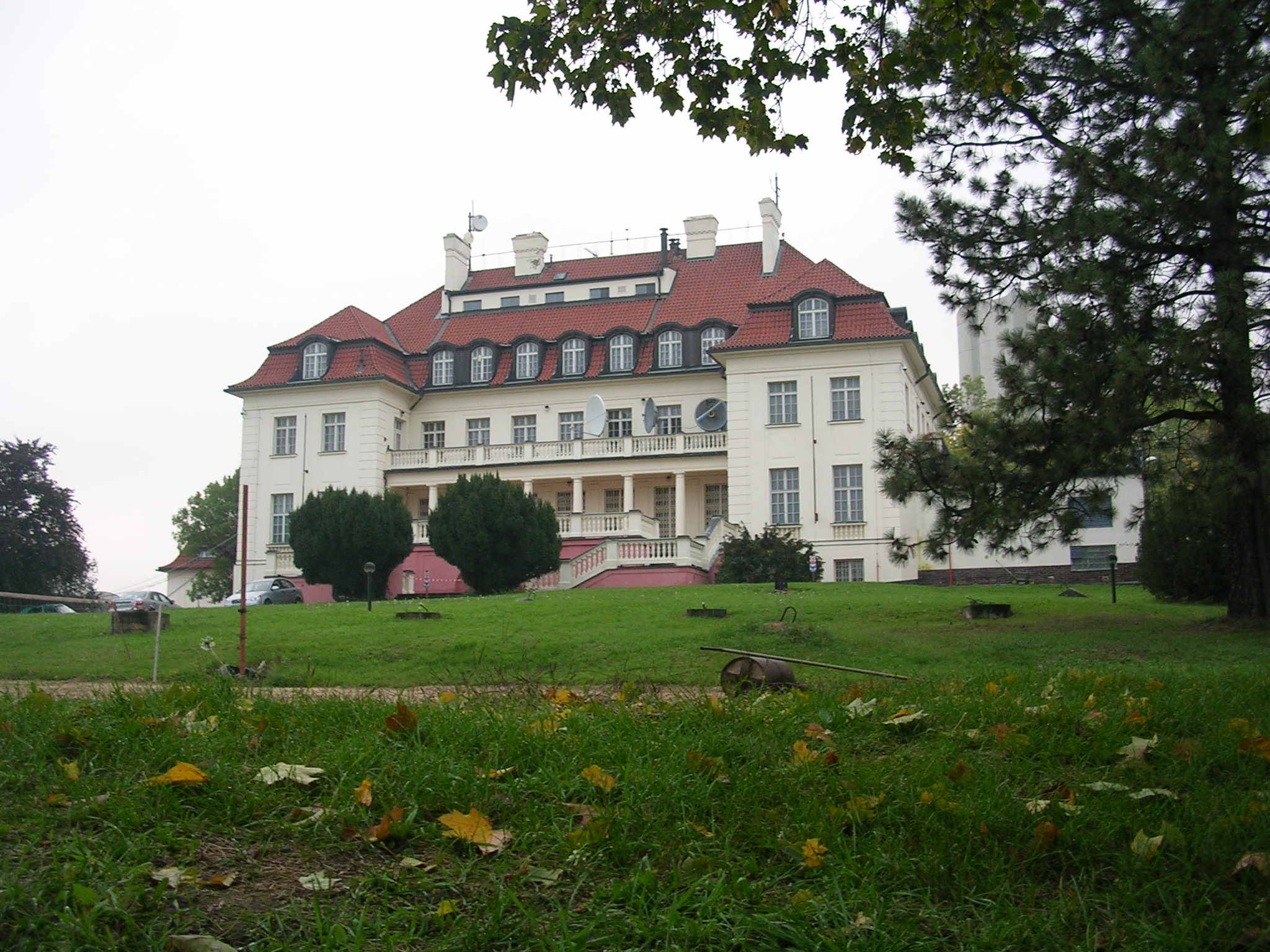
Krulišova vila, Na Pavím vrchu 1949/2

Tzv. Krulišovu vilu si Otokar Kruliš nechal postavit v Praze 5 (Na Pavím vrchu 1949/2). V roce 1948 byla vila znárodněna a je v majetku Ministerstva vnitra.